# Lebien

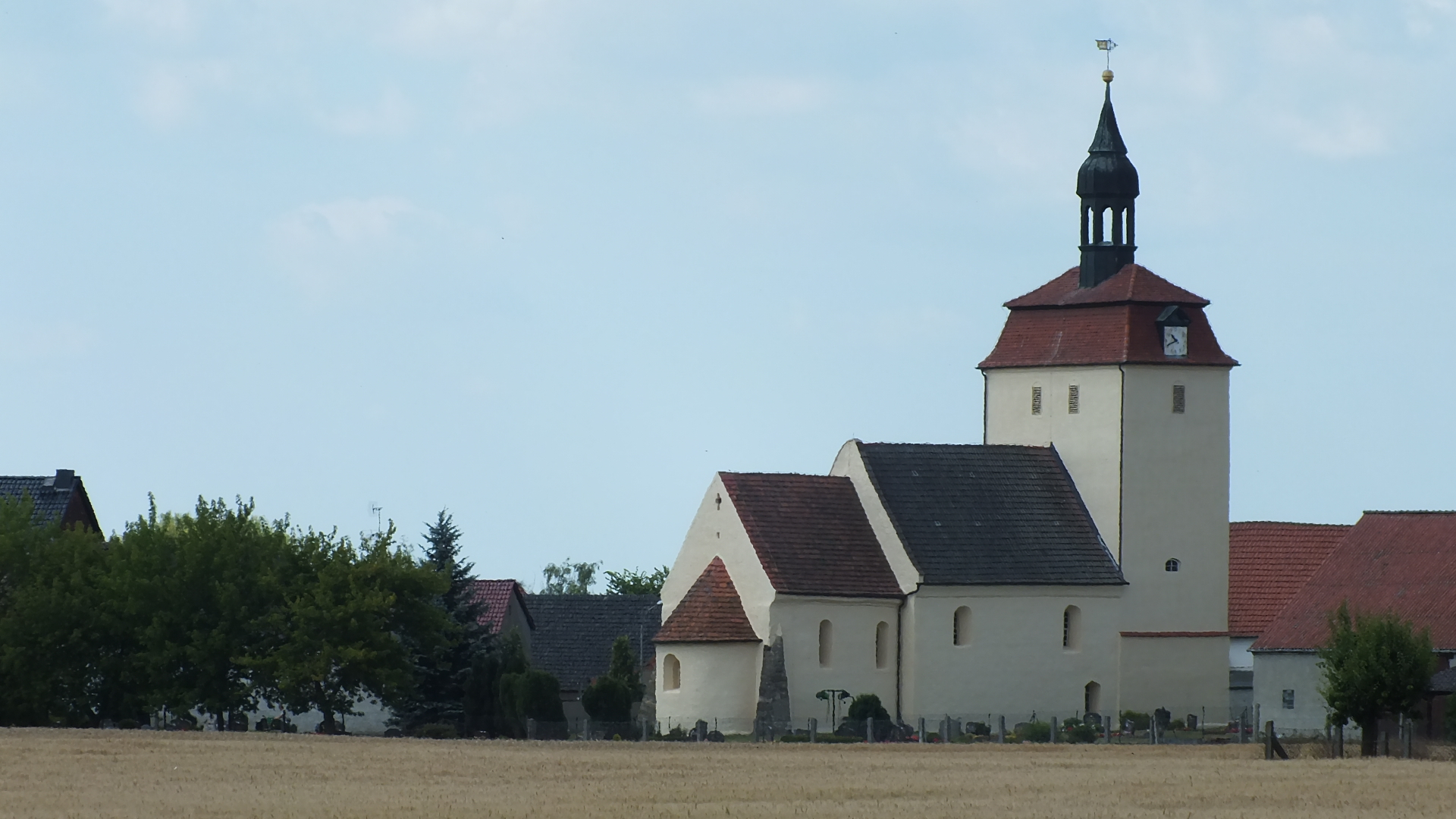
Kirche Lebien

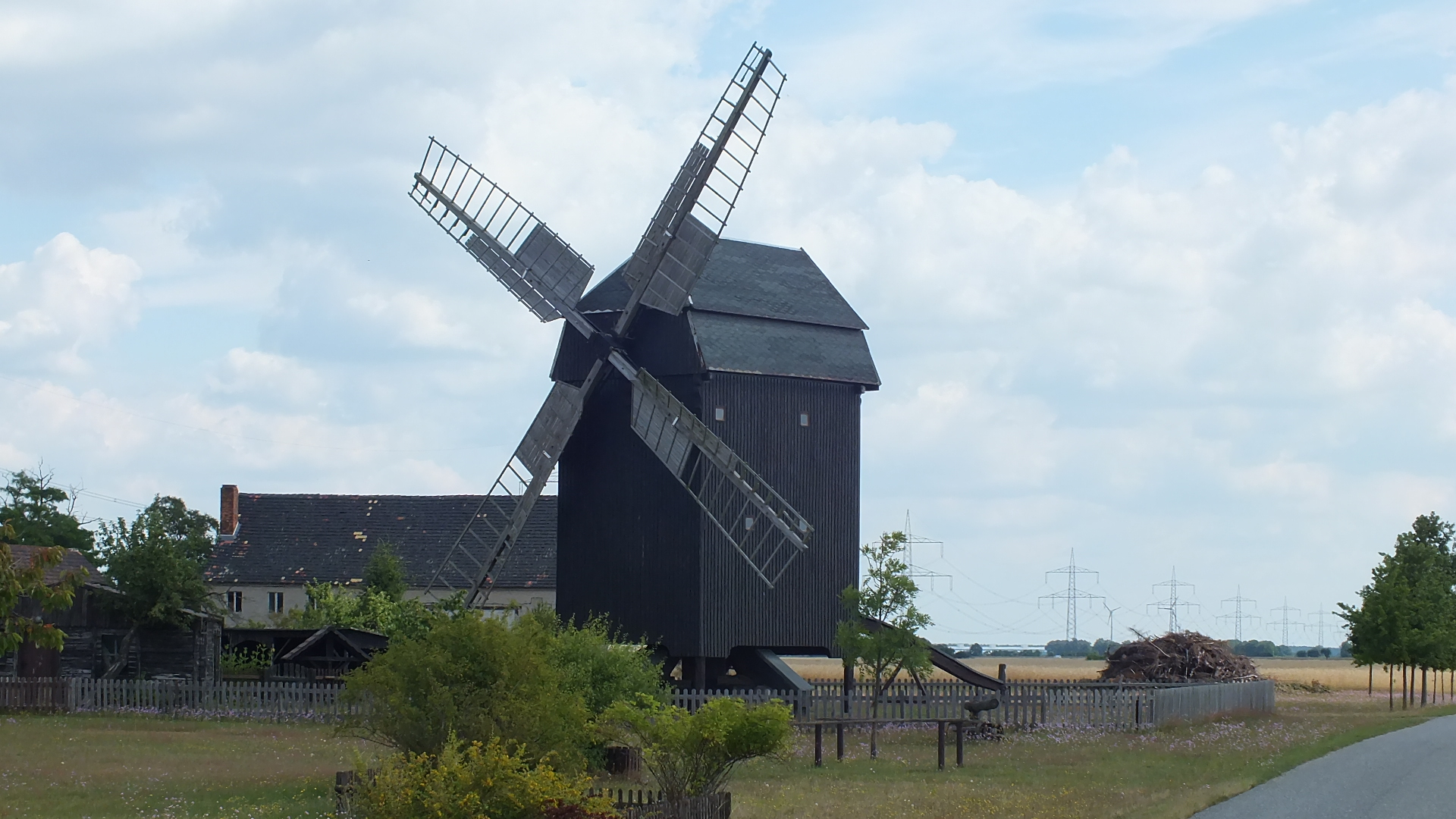
Mühle Lebien

Lebien ist ein Ortsteil der Stadt Annaburg im Landkreis Wittenberg in Sachsen-Anhalt (Deutschland).

## Geografie
Lebien liegt ca. 8 km südlich von Jessen (Elster).
Die Ortsflur grenzte mit der Annaburger Heide und den Dörfern Zwiesigko, Schöneicho, Kähnitzsch, Hohndorf und Plossig.

## Geschichte
Lebien war zunächst ein kirchliches Filial von Axien und erhielt 1234 eine eigene Kirche.
1550 lebten hier 15 besessene Mann, darunter zwölf Hüfner, die unmittelbar dem Amt Lochau unterstanden. Im Dorf befanden sich drei freie Höfe, die 1550 Hans von Wesenagk, Nicol von Hondorf und Michael am Ende gehörten.
Bis 1815 gehörte der Ort zum Amt Annaburg.
Am 1. Januar 2011 wurde Lebien nach Annaburg eingemeindet.

## Gedenkstätte
Auf dem Ortsfriedhof befindet sich ein Gedenkstein für die KZ-Häftlinge eines Todesmarsches des KZ Langenstein-Zwieberge, die im April 1945 von SS-Männern ermordet wurden.

## Kultur und Sehenswürdigkeiten
Die Dorfkirche Lebien an der Jessener Straße bildet den östlichen Teil des Dorfkerns. Etwas abgelegen, circa 600 m nördlich der Siedlungsgrenze findet sich die ursprünglich im Jahr 1833 erbaute Bockwindmühle Lebien.

## Wirtschaft und Infrastruktur

### Verkehr
Zur Bundesstraße 187, die Wittenberg und Jessen (Elster) verbindet, sind es ca. 9 km.